# Rebecca Hudson
Rebecca Emma Gisela Hudson (1979)  is een Engelse golfster. Ze speelt op de Ladies European Tour (LET).

## Amateur
Rebecca Hudson had een schitterende amateurscarrière met acht grote overwinningen. In 1994, 1995, 1997 en 2000 won ze de Daily Telegraph Women's Golfer of the Year Award. In 2001 was de beste amateur in het Women's British Open.

### Gewonnen
- 1997: Frans Amateur U21
- 2000: Spaans Amateur op Pals, Schots Amateur Strokeplay op Royal Troon, Canon European Under 21, NK Strokeplay, Brits Dames Amateur Kampioenschap
- 2001: Engels Amateur, Brits Strokeplay.
- 2002: Brits Dames Amateur Kampioenschap

### Teams
- Curtis Cup: 1998, 2000 en 2002
- Espirito Santo Trophy: 2000

## Professional
In 2002 werd Hudson professional en sinds 2003 speelt ze op de Europese Tour. 's Winters ging ze naar Zuid-Afrika, waar ze in 2006 haar eerste overwinning haalde en de Order of Merit won.

### Gewonnen
Ladies European Tour
- 2006: OTP Bank Ladies Central European Open
- 2008: Tenerife Ladies Open (−10), Oxfordshire Ladies English Open (−10), VCI European Ladies Golf Cup (met Trish Johnson)

Ladies African Tour
- 2006: Acer SA Women's Open